# 英格一世 (挪威)
英格·哈拉爾松（古諾斯語：Ingi Haraldsson，1135年11月3日—1161年），挪威國王（1136年－1161年），是為英格一世。英格一世的統治在挪威歷史上稱為內戰時期的開始。英格一世從來不是唯一統治者。因為他身體殘疾，他通常被稱為駝背的英格（挪威語：Inge Krokrygg; 古諾斯語：Ingikrókhryggr）。 然而，這種綽號並沒有出現在中世紀的資料中出現。

## 生平

### 幼年與登位
英格一世是國王哈拉爾·吉勒與他的妻子英格麗·拉格瓦爾德斯多塔的嫡子。然而，當時嫡子並不是決定王位繼承的重要因素。英格一世由東挪威的Ögmund或Ámund Gyrðarson培育成人。他的父親哈拉爾四世於1136年被另一王位覬覦者西居爾·馬格努森所謀殺。當時只有一歲的英格在薩爾普斯堡附近的Borgarting被任命為國王。他的兩個同父異母兄弟，當時仍為幼兒的西居爾和馬格努斯，也在其他議會上被任命為國王。他們各自的監護人聯合起來對抗西居爾·馬格努森和他的盟友－前任國王馬格努斯四世。1139年，二人在霍爾蒙格戰役中被擊敗並被殺。根據傳說中的Morkinskinna和挪威王列傳，英格的傷殘源於他於1137年的一次戰鬥中被他的一名監護人擊中：“……他的背部打成駝峰，一隻腳比另一隻短；他是如此體弱，以至於只要他活著就幾乎不能走路”。丹麥編年史家薩克索·格拉瑪提庫斯提供另一種說法，他說英格在嬰兒時期被女僕摔倒在地上後變成駝背。因為英格、西居爾和馬格努斯三人仍是幼兒，這個國家是由他們的監護人和平統治，其中最突出表現的是英格的母親英格·拉格瓦爾德斯多塔太后。弟弟馬格努斯·哈拉爾松在十一世紀四十年代的某個時刻就逝世，這是鮮為人知的。1142年，哥哥埃斯泰因二世從自小長大的蘇格蘭來到挪威，成為第四個國王。哈拉爾·吉勒在去世前曾承認過埃斯泰因是他的兒子，因此埃斯泰因可分享王國的權力。 

### 成年及統治

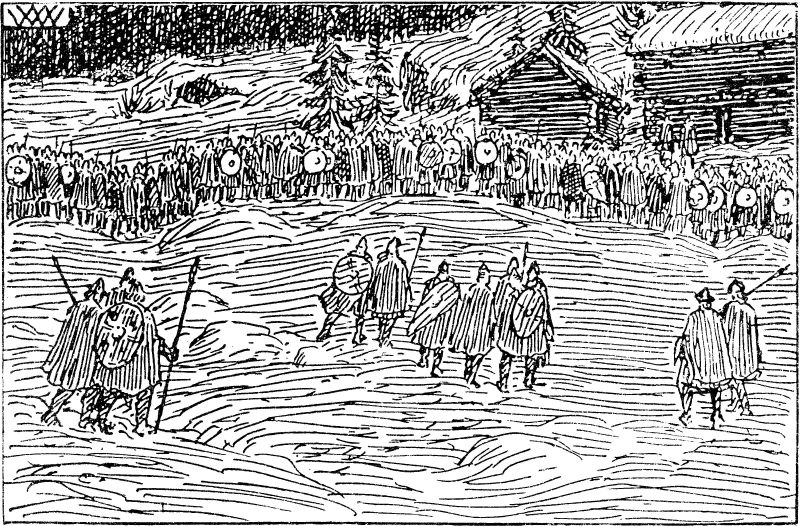
英格一世的軍隊於1161年在奧斯陸戰役中，正如藝術家威廉·韋瑟勒森在1899年的挪威王列傳中所想像出來的畫像。

四位國王的分治似乎並不是由地域劃分，所有兄弟似乎都在國家內享有同等王權。根據薩迦記載，只要他們的監護人還活著，兄弟之間的關係就能和平共處。在他們統治期間於1152年在尼德羅斯（特隆赫姆）建立一個獨立的挪威總主教區。隨著他們的監護人去世，兄弟們長大後，衝突開始爆發。
1155年，兄弟們於卑爾根進行一次會議導致英格與西居爾二世的部下之間爆發戰鬥，並導致西居爾二世被殺。埃斯泰因二世去會議時遲到，在西居爾二世被殺後才到達城外。最終英格一世和埃斯泰因二世達成了不容易的解決方案。卑爾根的戰鬥原因仍有爭議。根據薩迦記載，埃斯泰因二世和西居爾二世曾策劃剝奪英格的國王頭銜，並將他的勢力二人平分。一些現代歷史學家懷疑這個版本，認為它是英格一世為自己的侵略行為進行辯解的藉口。無論如何，在1155年事件之後，英格和埃斯泰因之間的和平並沒有持續很長時間。1157年，雙方聚集他們的部隊進行對抗。英格的力量遠超埃斯泰因的力量，當他們相遇時，在莫斯特附近的西岸，埃斯泰因的軍隊被擊潰。埃斯泰因被迫逃離，同年晚些時候他在布胡斯被捕並被殺。
英格一世現在是四兄弟中剩下的唯一國王。然而，西居爾和埃斯泰因的支持者聚集並支持西居爾的兒子（寬膊的）哈康二世。他們重新開始與英格一世戰鬥。「挪威王列傳」指出，英格在“酋長”中很受歡迎 - 因為他讓他們在王國的運作中有大的自治權。他的顧問中最重要的是倫德曼格雷戈里烏斯·戴格森。根據挪威王列傳，另一位著名的支持者是厄爾林·斯卡克。英格·拉格瓦爾德斯多塔太后亦對她的兒子仍然有着顯著的影響，並在他統治期間似乎仍然具有影響力。1161年1月7日，格雷戈里烏斯與哈康二世的部隊在一場小衝突中被殺。同年2月3日，英格一世被擊敗及殺害，導致他的士兵在奧斯陸附近與哈康二世的軍隊作戰，此前他有許多部下跟隨着他其中一位附庸國王－流亡的群島之王古爾茲爾·奧拉夫森所領導，並於英格一世被殺後叛逃到哈康二世一方。英格一世被埋葬在奧斯陸的聖哈爾瓦德教堂 。

### 後記
從1139年到1155年，當英格一世及其兄弟仍未成年時，是直至到1240年的挪威內戰時期難得最長的和平時期。挪威王列傳描述英格一世：
英格一世是他們兄弟中最英俊的人。他有一頭黃色但很薄的頭髮，捲曲得很多。他的身材很小；而且他單獨行走很困難，因為他有一隻腳枯萎了，他的背部和胸部都有一個駝峰。英格談話愉快，對朋友友好；慷慨，並允許其他貴族給他治理國家的建議。因此，他受民眾歡迎；所有這一切都帶來王國和民眾的支持。
在英格一世的逝世後，他的支持者團結支持領主厄爾林·斯卡克和他的兒子馬格努斯·埃林森。該黨有時被稱為倫德曼黨。英格一世的傳記並沒有提到他有任何後代，但是反對國王斯韋雷的一位王位覬覦者喬恩·庫弗（1188年被殺）當時聲稱是英格一世的兒子。

## 來源
英格一世的統治主要由國王薩迦挪威王列傳、Fagrskinna、Morkinskinna和Ágrip。 這前三本基本是至從舊的傳記故事Hryggjarstykki上寫的，這本傳記寫於1150年至1170年之間，因此是一個近乎當代的來源。這個傳奇本身最後並沒有得到保留。